# Alles für die Katz
Alles für die Katz (Originaltitel That Darn Cat!) ist ein US-amerikanischer Spielfilm des Regisseurs Robert Stevenson aus dem Jahr 1965. Das Drehbuch stammt von Gordon Gordon, Mildred Gordon und Bill Walsh. Es beruht auf der Novelle „Undercover Cat“, die von den beiden Erstgenannten als Autorenduo „The Gordons“ verfasst worden war. Die Hauptrollen sind mit Hayley Mills, Dean Jones, Dorothy Provine und Roddy McDowall besetzt. Im Produktionsland kam der Film erstmals am 2. Dezember 1965 in die Kinos, in der Bundesrepublik Deutschland am 2. September 1966.

## Handlung
Hauptdarsteller ist ein prachtvoller Siamkater namens „Tiger“. Seinen beiden Frauchen, den Geschwistern Patti und Ingrid Randall, macht er allerhand Sorgen, weil er die ganze Nachbarschaft nach Leckerbissen abklappert. Auf diese Weise gerät er auch in das Versteck der beiden Bankräuber Dan und Iggy, die bei einem Überfall die Kassiererin mitgeschleppt haben und sich ihrer bald entledigen wollen. Die verzweifelte Frau bindet Tiger ihre Armbanduhr mit eingekratztem Hilferuf um, der allerdings unvollständig bleibt. Patti meldet dies dem FBI. Aber der entsandte Beamte muss mit seinem Stab erst lernen, einen so ungewöhnlichen „Informanten“ zu beschatten; außerdem leidet er an einer Katzenallergie.
Als das FBI sein Hauptquartier bei den vorübergehend allein lebenden Randall-Mädchen aufschlägt, bringt die geheime Männereinquartierung zwar deren Freunde und eine schnüffelnde Nachbarin in Aufruhr, doch enden alle Nachforschungen mit einem Fiasko. Daraufhin soll die fragwürdige Spur aufgegeben werden. Aber da „beschafft“ die dickköpfige Patti kurzerhand neue Beweise – und diesmal entschließt sich Tiger, bei seinem pünktlichen Abendausflug die verlangte Richtung zu nehmen. So können dann doch noch die beiden Ganoven dingfest gemacht und die Geisel befreit werden.

## Kritik
Der Evangelische Film-Beobachter zeigt sich voll des Lobes: „Ein origineller Film Disneys, der in gelungener Form Heiterkeit mit Abenteuerspannung zu verbinden weiß. Schon ab 12 geeignet und zum Familienbesuch herzlich empfohlen.“  Keine so gute Meinung von dem Streifen hat dagegen das Lexikon des internationalen Films: „Modernes Märchen mit zahlreichen, mehr albernen als witzigen Nebenhandlungen zum Zwecke einer Persiflage auf Kriminalfilme.“ Die Filmbewertungsstelle Wiesbaden erteilte dem Streifen das Prädikat „Wertvoll“.

## Neuverfilmung
Unter dem Titel Dieser verflixte Kater (Originaltitel That Darn Cat) entstand 1997 ein Remake, ebenfalls aus der Disney-Werkstatt.